# Карвожгорт
Карво́жго́рт (рос. Карвожшорт) — присілок у складі Шуришкарського району Ямало-Ненецького автономного округу Тюменської області, Росія. Входить до складу Азовського сільського поселення.
Населення — 4 особи (2010, 5 у 2002).
Національний склад станом на 2002 рік: ханти — 80 %.